# Narathura leonidas
Narathura leonidas är en fjärilsart som beskrevs av Lambertus Johannes Toxopeus 1930. Narathura leonidas ingår i släktet Narathura och familjen juvelvingar. Inga underarter finns listade i Catalogue of Life.